# Catalano dei Malavolti

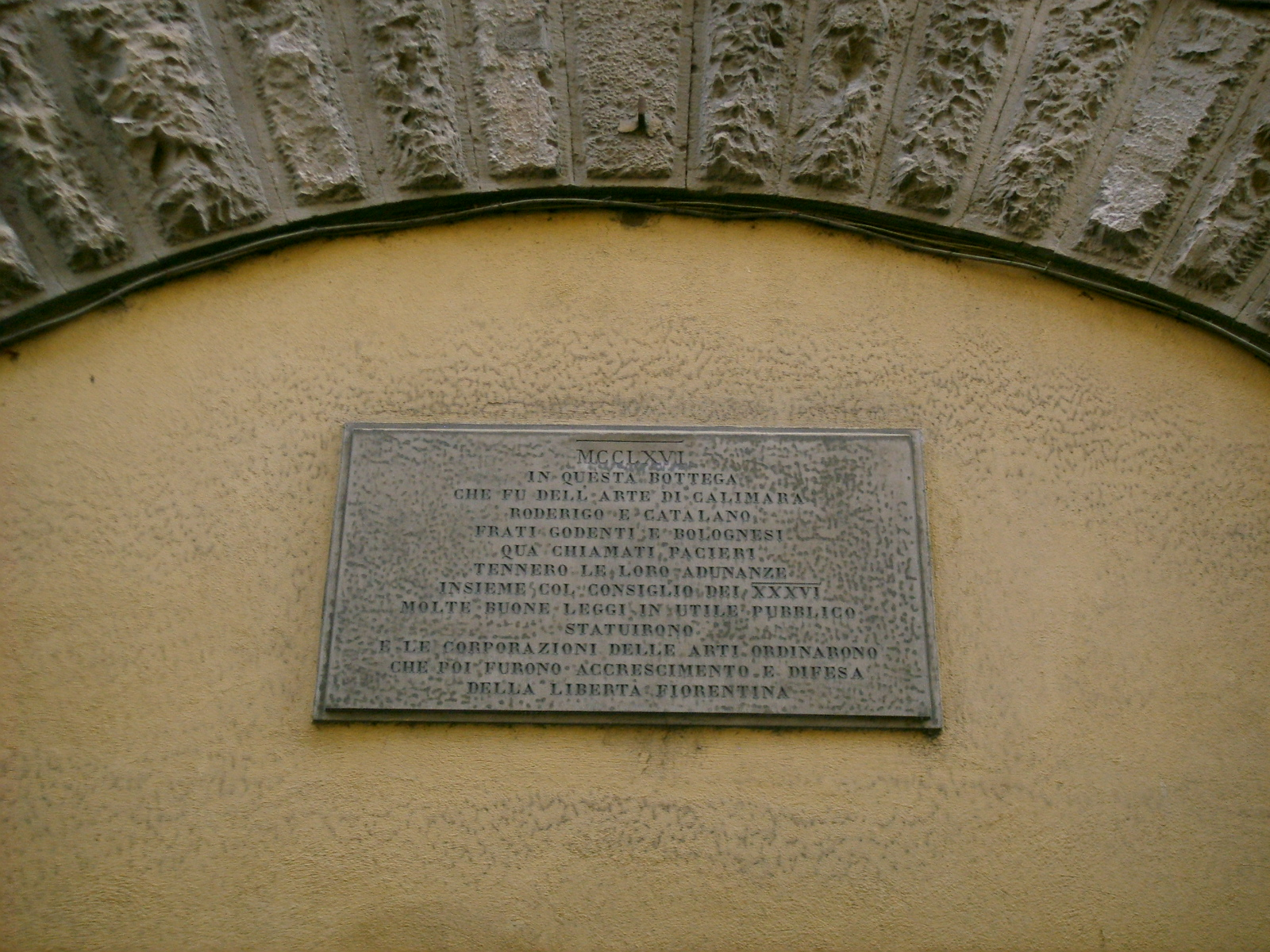
Una targa che ricorda il quartier generale dei Frati Gaudenti a Firenze, via Porta Rossa

Fra Catalano di Guido di donna Ostia, detto dei Malavolti (Bologna, 1210 circa – eremo di Ronzano, 1285), è stato un religioso italiano, tra i fondatori dell'ordine della Milizia della Beata Vergine Maria, noto anche come Ordine Cavalleresco dei frati Gaudenti.

## Biografia
Di famiglia guelfa, fu podestà in diverse città, tra le quali Piacenza, e comandò anche una parte della fanteria bolognese nella Battaglia di Fossalta.
Dopo aver fondato l'ordine dei frati gaudenti (un epitomo diventato solo in seguito dispregiativo), fu insieme con Loderingo degli Andalò paciere in varie città per conto di Papa Clemente IV, sebbene il loro ordine vietasse di ricoprire cariche politiche; la coppia fu due volte chiamata a reggere Bologna (1265 e 1267), mentre nel 1266, poco dopo la battaglia di Benevento e la sanguinosa cacciata dei ghibellini, fu inviata a Firenze con il compito di promuovere la riappacificazione cittadina.
Dante li collocò entrambi nella bolgia degli ipocriti all'Inferno (Canto XXIII), costretti a vagare per l'eternità coperti da pesantissime cappe di piombo coperte d'oro zecchino all'esterno.
Catalano si ritirò nel convento di Ronzano, ove morì nel 1285.